# Мокк-Арандзнак
Мокк-Арандзнак (арм. Մոկք Առանձնակ) — гавар провинции Мокк Великой Армении. На сегодняшний день территория исторического гавара Мокк-Арандзнака находится в границах Турции.

## География
Мокк-Арандзнак находится на северо-востоке провинции Мокк. На юго-западе Мокк-Арандзнак граничит с гаваром Миджа провинции Мокк, на западе − с гаваром Ишоц, а на севере − с гаваром и Рштуник провинции Васпуракан, на востоке − с гаваром Бужуник провинции Васпуракан, на юго − с гаваром Джермадзор провинции Мокк.
Крупнейшим городом Мокк-Арандзнака является Мокс. 
По территории гавара протекает река Ворб. На юго-востоке находится гора Арнос.